# نهائي كأس العالم 2014
نهائي كأس العالم لكرة القدم 2014 هي مباراة أقيمت يوم 14 يوليو 2014، على ملعب ماراكانا بمدينة ريو دي جانيرو في البرازيل، لتحديد الفائز بلقب كأس العالم لكرة القدم 2014.
كانت نتيجة شوطي المباراة هو التعادل السلبي، وتمكن منتخب ألمانيا من الفوز بالمباراة والبطولة عقب فوزه على منتخب الأرجنتين 1-0 في الوقت الإضافي، أحرزه ماريو جوتزه بعد عرضية متقنة من اللاعب آندريه شورله، أعتبار جوتزه هو رجل المباراة، يعد هذا النهائي هو الثالث بين الفريقين، كانت ألمانيا قد وصلت إلى نهائي كأس العالم سبع مرات (ست مرات من ألمانيا الغربية 1954-1990)، وفاز بثلاث ألقاب (1954، 1974، 1990)، وحصلت على الوصيف أربع مرات (1966، 1982، 1986، 2002)؛ بينما وصلت الأرجنتين خمس مرات للنهائيات وفازت باللقب ثلاث مرات (1978، 1986، 2022)، وحصلت على الوصيف مرتين (1930، 1990).
وعقب انتهاء المباراة تم منح الفريق الفائز الميداليات الذهبية وكأس البطولة، وحصل لاعبو منتخب الأرجنتين على الميداليات الفضية، وتم منح جائزة الكرة الذهبية للاعب الأرجنتيني ليونيل ميسي والقفاز الذهبي للحارس الألماني مانويل نوير، بالإضافة إلى تكريم الفائزين بالجوائز الفردية.
يعد هذا اللقب هو الرابع لمنتخب ألمانيا، وهو اللقب الأول منذ إعادة توحيد ألمانيا كذلك تعتبر ألمانيا أول فريق أوروبي يحرز كأس العالم في الأمريكتين، كذلك استطاعت ولأول مرة 3 منتخبات من قارة واحدة بالفوز بالبطولة ثلاث مرات متتالية بعد إيطاليا وإسبانيا في 2006 و2010 على التوالي، وبهذا الفوز تأهل ألمانيا للمشاركة في كأس القارات لكرة القدم 2017.
أشارت التوقعات إلى أن يضل عدد المتابعين لهذا النهائي إلى بليون مشاهد، مما يجعلها أكثر حدث رياضي على الإطلاق تم مشاهدة بقنوات التلفاز. أقيمت المباراة النهائية بتمام الساعة 16:00 (ت ع م-3) بتوقيت برازيليا.

## ملعب المباراة

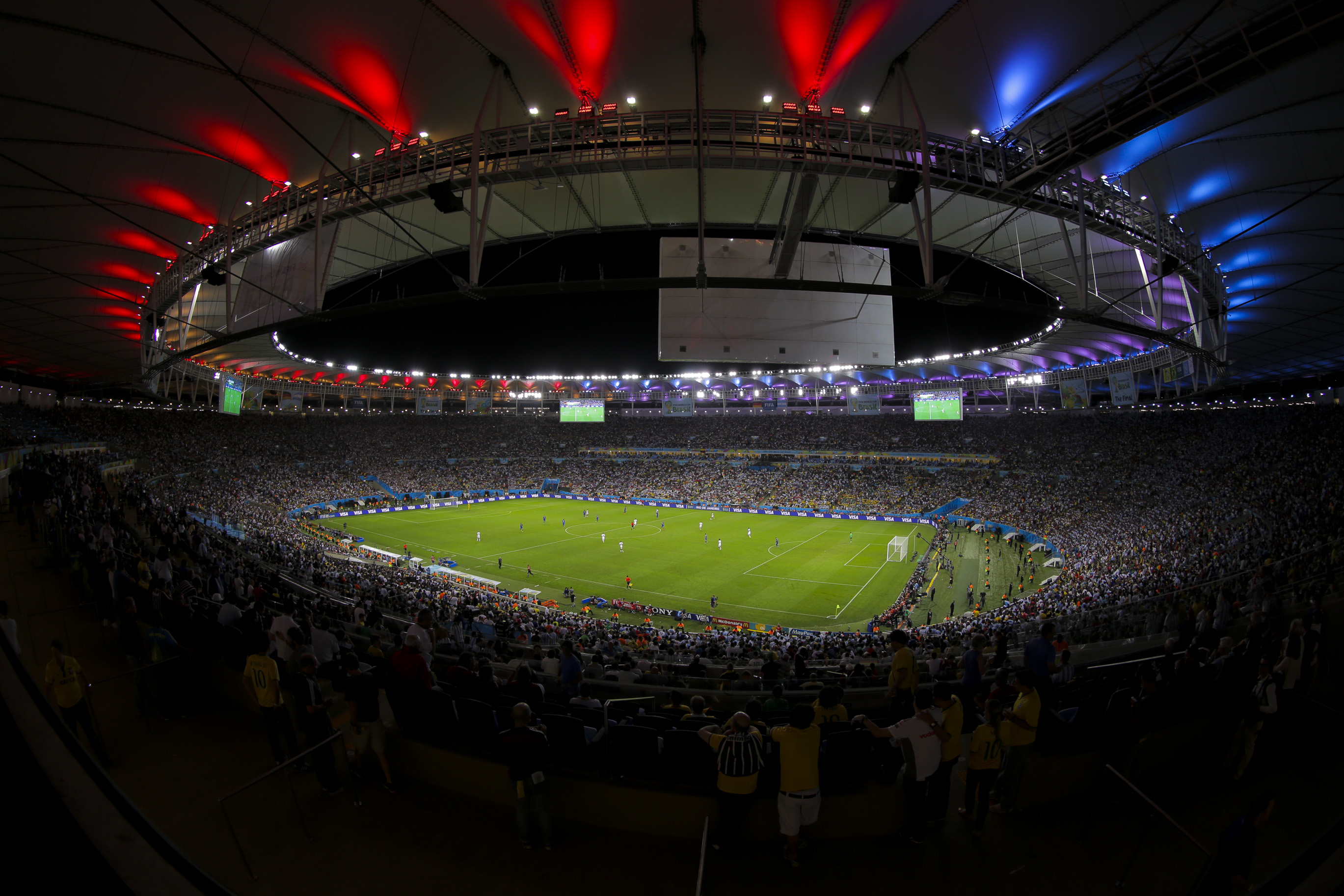
ملعب الماركانا قبل بداية المباراة

ملعب ماراكانا أو ملعب الصحافي ماريو فيلهو هو أحد أكبر الملاعب الرياضية في العالم من حيث المساحة. يقع في مدينة ريو دي جانيرو البرازيلية. بني خصيصا لنهائيات كأس العالم لكرة القدم 1950 ومنذ ذلك الحين أستخدم لمباريات كرة القدم بين نوادي كرة القدم الرئيسية في ريو دي جانيرو، بما في ذلك بوتافوغو، فلامنغو، فلوميننسي وفاسكو دا غاما وكان وقتها يستوعب نحو 199.854 متفرج ويحتوى على 130,000 مقعد.
يعتبر هو أكبر ملعب لكرة القدم في العالم، حيث كانت سعته تصل إلى 200 ألف متفرج ولكن أصبحت سعة استيعاب الملعب الحالية نحو 82,238، وفي 2010 أغلق الملعب لتجديده وترقيته إلى بلوغ إجمالي طاقاته إلى نحو 90.000 متفرج لنهائيات كأس العالم 2014 ودورة الألعاب الأولمبية الصيفية 2016.

## كرة اللقاء

التصميم الخاص لأديداس برازوكا التي لعبت بها المباراة النهائية

أديداس برازوكا (بالإنجليزية: Adidas Brazuca)، هي الكرة الرسمية لبطولة كأس العالم 2014 في البرازيل، من إنتاج شركة أديداس الرياضية في ألمانيا، وهي أول كرة لبطولة كأس العالم يتم تسميتها من قبل المشجعين.
تم تصميم كرة مخصصة للمباراة النهائي وسميت «برازوكا فاينال ريو» (في إشارة إلى مدينة ريو دي جانيرو المستضيفة للمباراة النهائية) وأعلن عنها يوم 29 مايو 2014، كانت كرة النهائي تستخدم نفس المواصفات الفنية لكرة البطولة باستثناء التصميم الخارجي حيث اكتست باللون الذهبي والأخضر وشرائط سوداء، وكانت هذه الكرة الاستثنائية هي الثالثة لنهائيات كأس العالم لكرة القدم بعد تيمغايست برلين (نهائي كأس العالم 2006) وجابولاني جو برج (نهائي كأس العالم 2010).

## حفل نهاية البطولة

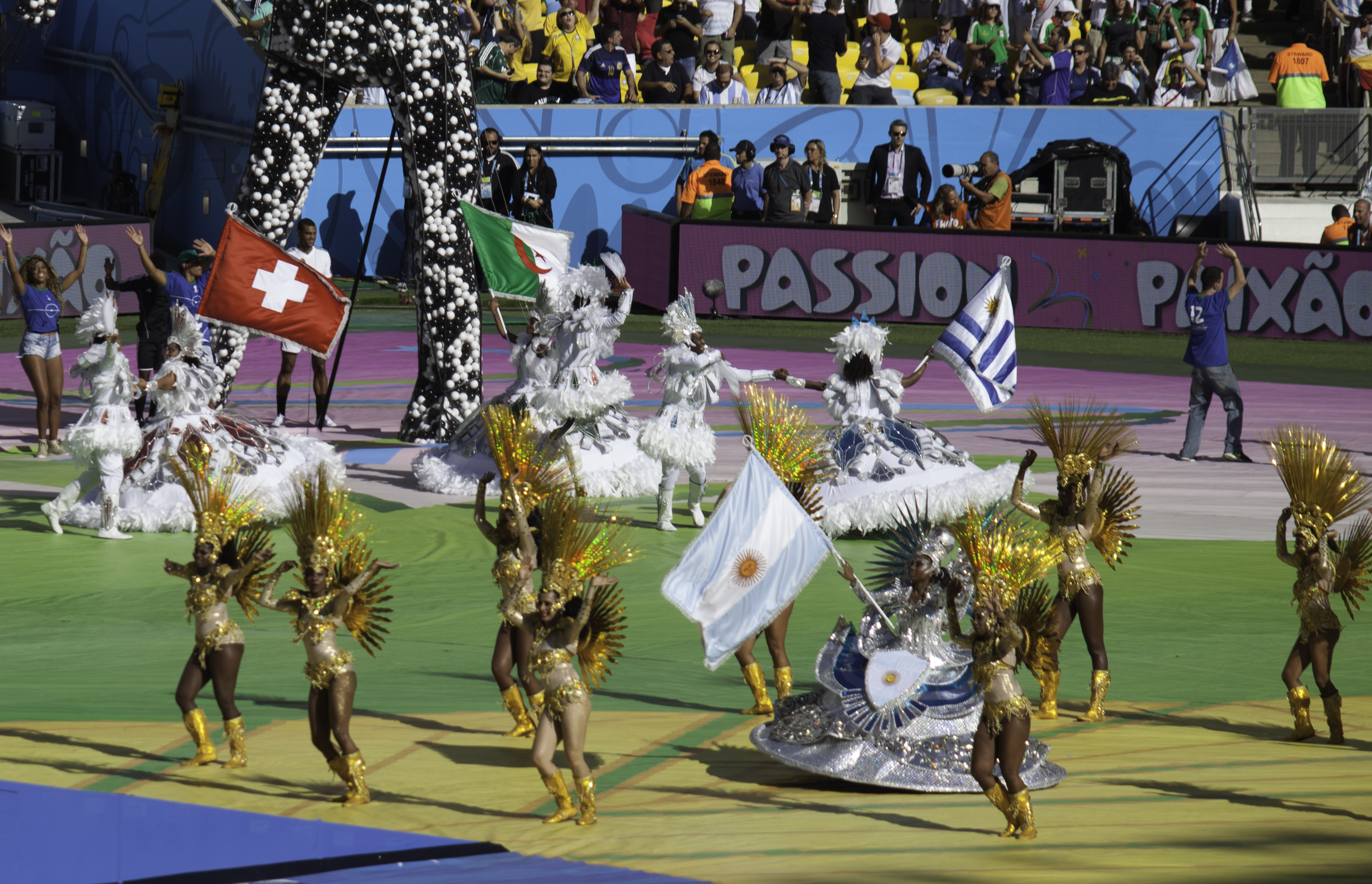
صورة من حفل نهاية البطولة

أقيم حفل نهاية البطولة قبل بداية المباراة، وقد استغرق نحو 100 دقيقة، تكون الحفل من فقرتين، الفقرة الأولى كانت فقرة راقصة مكونة من 22 من راقصي السامبا مرتديين ملابس ملونة تعبر عن الثقافة البرازيلية، وقاموا بتجسد شعارات تمثل الأثنين والثلاثون منتخباً الذي شاركوا في نهائيات كأس العالم، وفي الفقرة الثانية كانت عبارة عن حفل غنائي شهده المطربة الكولومبية شاكيرا والمطربون: كارينهوس براون ووايكلف جين وألكسندر بيريز، بالإضافة إلى عازف الجيتار الشهير كارلوس سانتانا.
وفي ختام الحفل قام كلٌ مِن عارضة الأزياء البرازيلية جيزيل بوندشين واللاعب الإسباني كارليس بويول (والممثل عن منتخب إسبانيا حاملة اللقب السابق)، باسترجاع كأس البطولة إلى اللجنة المنظمة تمهيداً لتسليمه للبطل الجديد، حيث أن الفريق الفائز بالبطولة يحتفظ بالكأس الأصلي طوال 4 سنوات ويقوم كما تجري العادة بتسليم الكأس قبل بداية المباراة النهائية للبطولة التالية.

## أبرز الحضور

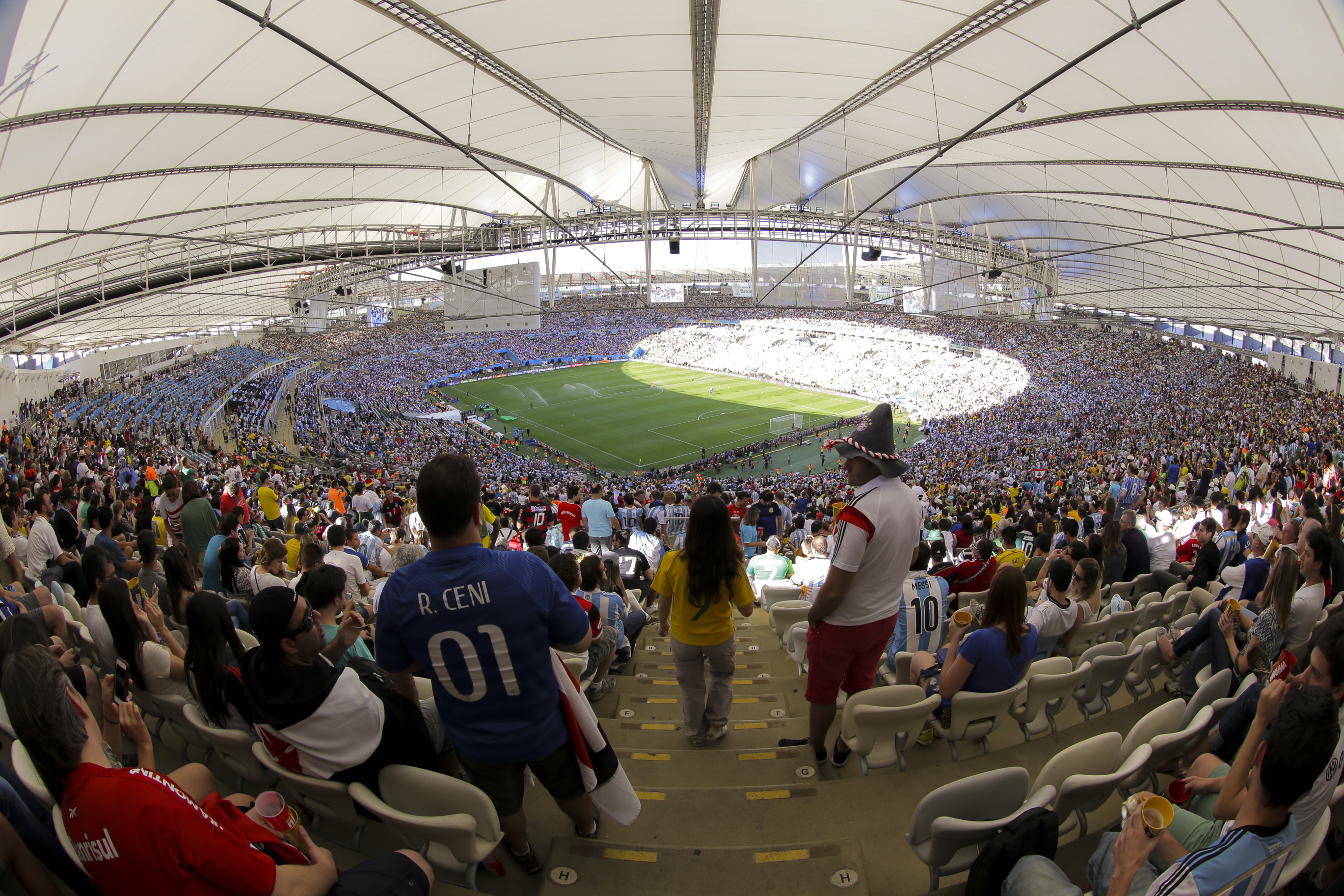
صورة من مدرجات الملعب قبل انطلاق المباراة

شهد اللقاء حضور العديد من الشخصيات العامة والمشاهير، وعلى رأسهم ديلما روسيف رئيسة البرازيل والدولة المضيفة والتي تحضر أعمال قمة البريكس 2014 حيث قامت بدعوة جميع الرؤساء لحضور المباراة النهائية ومن بينهم الرئيس الروسي فلاديمير بوتين ورئيس جنوب أفريقيا جاكوب زوما والرئيس الصيني شي جين بينغ ورئيس الوزراء الهندي ناريندرا مودي وفيكتور أوربان رئيس دولة المجر وعلي بونغو أونديمبا رئيس دولة الجابون، بالإضافة إلى ديلما روسيف رئيس مجموعة بريكس.
شهد اللقاء أيضا حضور المستشارة الألمانية أنغيلا ميركل والرئيس الألماني يواخيم غاوك، بينما اعتذرت رئيس الأرجنتين كريستينا فرنانديز دي كيرشنر عن الحضور لأسباب تتعلق بمرض حفيدها، كما شهد اللقاء أيضا رئيس الاتحاد الدولي لكرة القدم جوزيف بلاتر ورئيس اللجنة الأولمبية الدولية توماس باخ وأمين عام الاتحاد الدولي جيروم فالك، بالإضافة إلى أعضاء اللجنة التنفيذية للفيفا.
كما حضر النهائي حضور اللاعب الشهير بيليه وكارليس بويول وفابيو كانافارو وماركو ماتيراتزي ولوثار ماثيوس ودانييل باساريلا وميك جاغر وديفيد بيكهام، بالإضافة إلى شخصيات عامة مثل: نجم كرة السلة الأميركي ليبرون جيمس والعارضتين البرازيليتين جيزيل بوندشن وادريانا ليما والمغني الإيطالي أيروس رامازوتي والتينور الإسباني بلاثيدو دومينغوو والممثل البريطاني دانيال كريغ والممثلون الأميركيون أشتون كوتشر وتوم برادلي وليبرون جيمز والمطربة الكولومبية شاكيرا.

## مشوار التأهل

### المواجهات السابقة
تقابل الفريقين من قبل في 20 مباراة رسمية، استطاعت الأرجنتين ان تفوز في 9 مباريات، واستطاعت ألمانيا الفوز 6 مرات، وتعادلاً 5 مرات، ويعد نهائي كأس العالم 2014 هو المقابلة رقم 7 في تاريخ الفريقين معاً في كأس العالم، حيث لعبا هذه المباريات:
- كأس العالم لكرة القدم 1958، فاز ألمانيا الغربية على الأرجنتين 3–1.[25]
- كأس العالم لكرة القدم 1966، تعادل الأرجنتين مع ألمانيا الغربية 0–0.[26]
- كأس العالم لكرة القدم 2006 - دور ربع النهائي، فازت ألمانيا على الأرجنتين 4–2 بركلات الجزاء الترجيحية (بعد تعادلهما في الوقت الأصلي 1–1).[27]
- كأس العالم لكرة القدم 2010 - دور ربع النهائي، فازت ألمانيا على الأرجنتين 4–0.[28]

وتقبل الفريقين مرتين من قبل في نهائي كأس العالم، وهما:
- نهائي كأس العالم لكرة القدم 1986، فازت الأرجنتين على منتخب ألمانيا الغربية 3-2 وأحرزت اللقب الثاني لها.[29]
- نهائي كأس العالم لكرة القدم 1990، فازت ألمانيا الغربية على الأرجنتين 1–0 وأحرزت اللقب الثالث لها.[30]

### نتائج الفريقين خلال البطولة
| المنتخب          | ل | ف | ت | خ | له | عليه | الفرق | النقاط |
| ---------------- | - | - | - | - | -- | ---- | ----- | ------ |
| ألمانيا          | 3 | 2 | 1 | 0 | 7  | 2    | +5    | 7      |
| الولايات المتحدة | 3 | 1 | 1 | 1 | 4  | 4    | 0     | 4      |
| البرتغال         | 3 | 1 | 1 | 1 | 4  | 7    | −3    | 4      |
| غانا             | 3 | 0 | 1 | 2 | 4  | 6    | −2    | 1      |

| المنتخب         | ل | ف | ت | خ | له | عليه | الفرق | النقاط |
| --------------- | - | - | - | - | -- | ---- | ----- | ------ |
| الأرجنتين       | 3 | 3 | 0 | 0 | 6  | 3    | +3    | 9      |
| نيجيريا         | 3 | 1 | 1 | 1 | 3  | 3    | 0     | 4      |
| البوسنة والهرسك | 3 | 1 | 0 | 2 | 4  | 4    | 0     | 3      |
| إيران           | 3 | 0 | 1 | 2 | 1  | 4    | –3    | 1      |

### ألمانيا

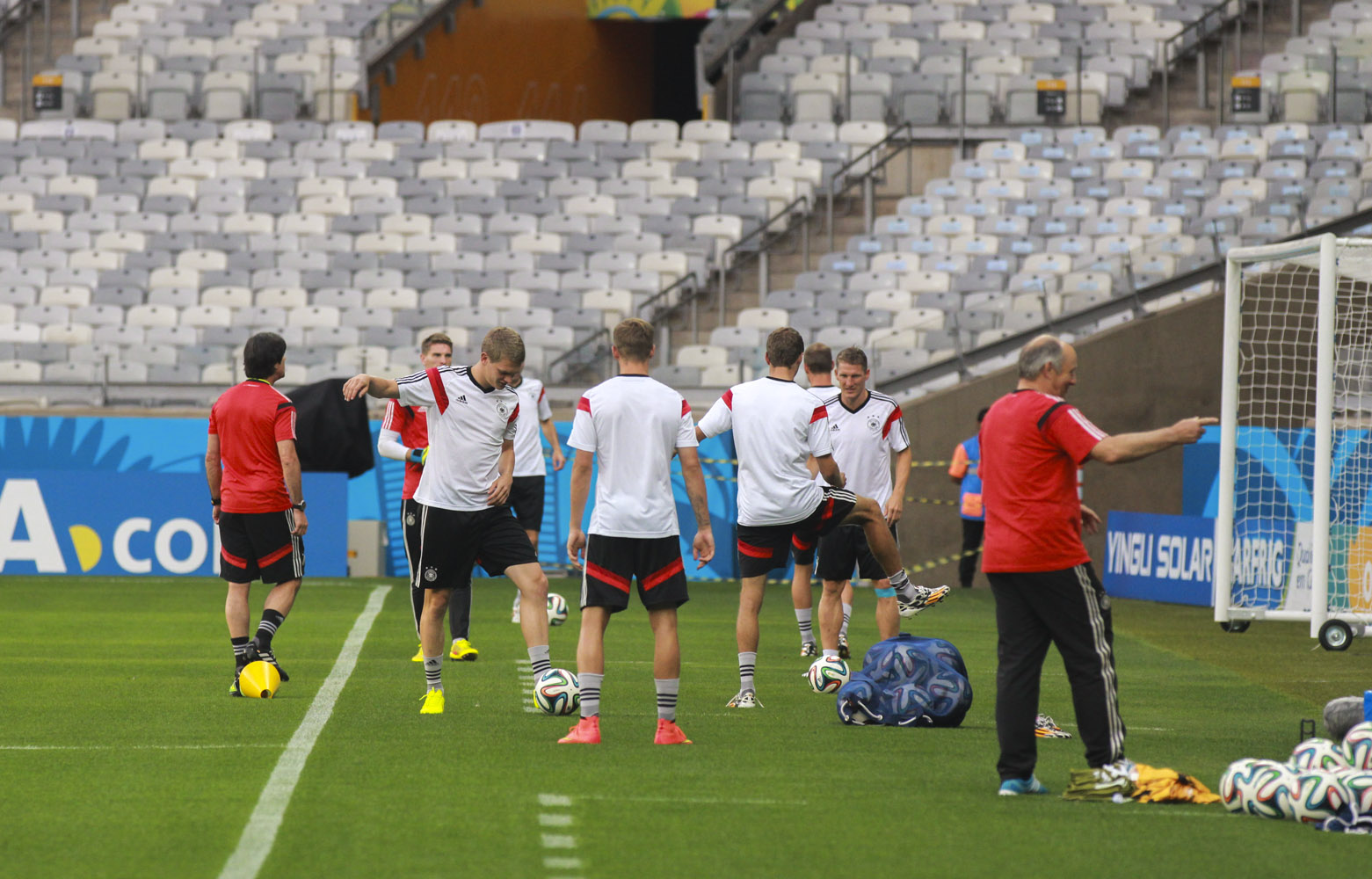
جانب من تدريبات المنتخب الألماني

بدأت ألمانيا مشوارها في البطولة بمواجهة منتخب البرتغال لتتمكن من الفوز بنتيجة 4 - صفر واستطاع اللاعب توماس مولر من إحراز هاتريك، أعقب ذلك تعادلها مع منتخب غانا، ثم الفوز على منتخب أمريكا بنتيجة 1- 0، وفي دور الستة عشر لعبت أمام منتخب الجزائر وأنتهى الوقت الأصلي بالتعادل الإيجابي 1-1 ليلعبا شوطين إضافيين، وتمكن اللاعب شورلة من إحراز هدف الفوز في الشوط الإضافي الثاني، وفي دور ربع النهائي لعبت أمام منتخب فرنسا وتمكنت من الفوز بنتيجة 1- 0 لتصل إلى المربع الذهبي للمرة الرابعة على التوالي.
لعبت ألمانيا أمام منتخب البرازيل (البلد المضيف) وأسفر اللقاء عن هزيمة مدوية للبرازيل بسبعة أهداف مقابل هدف واحد، ويعد بذلك أكبر فوز في سجلات دور نصف النهائي في تاريخ بطولات كأس العالم وأكبر هزيمة في تاريخ منتخب البرازيل، ووصل المنتخب الألماني للمباراة النهائية ليلعب أمام منتخب الأرجنتين، وكأن آخر نهائي تأهل له المنتخب الألماني هو نهائي بطولة كأس العالم 2002 والتي خسرها أمام منتخب البرازيل.

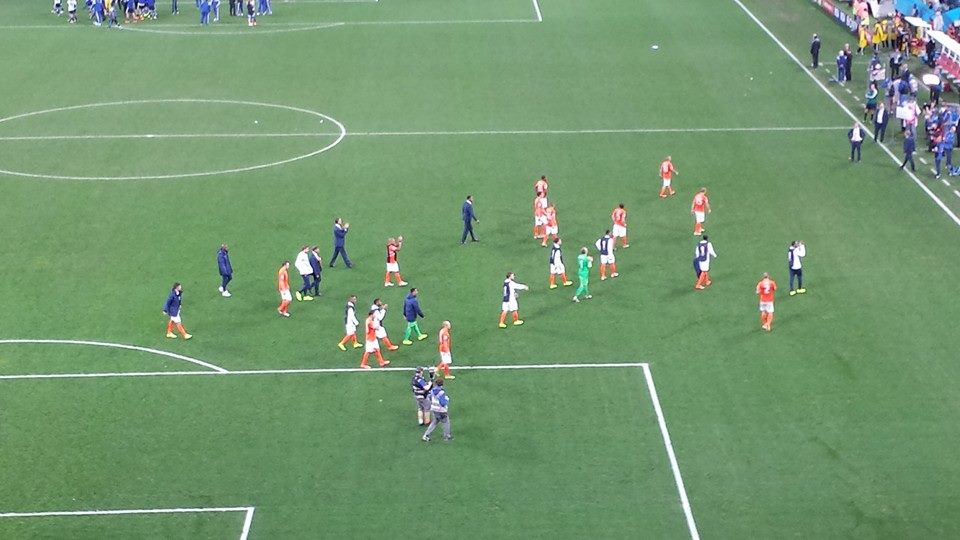
جانب من مباراة الأرجنتين وهولندا في نصف نهائي البطولة

### الأرجنتين
لعبت الأرجنتين في أولى مبارياتها في دور المجموعات مع منتخب البوسنة والهرسك وتمكنت من الفوز بنتيجة 2 - 1، وفي المباراة الثانية فازت على منتخب إيران بنتيجة 1-0، وفي المباراة الثالثة لعبت أمام منتخب نيجيريا وتمكن من الفوز بصعوبة بنتيجة 3-2، وفي دور الستة عشر لعبت أمام منتخب سويسرا وتعادلا في الوقت الأصلي بدون أهداف، وفي الشوط الإضافي تمكنت الأرجنتين من الفوز عليه بنتيجة 1-0 قبل نهاية الوقت الإضافي، ثم فازت على منتخب بلجيكا بنتيجة 1-0.
وفي نصف النهائي تقابلت مع منتخب هولندا، وانتهى الوقت الأصلي بالتعادل بدون أهداف، ثم لعبا ركلات الترجيح واستطاعت الفوز بنتيجة 4-2، وكأن آخر نهائي وصل له منتخب الأرجنتين هو نهائي كأس العالم 1990 والتي خسرته أمام منتخب ألمانيا الغربية.

## معسكرات الفريقين
كان معسكر المنتخب الأرجنتيني في فيسبيانو ميناس جرايس، بينما فضل المنتخب الألماني إنشاء معسكر خاص به في كامبو باهيا في مدينة باهيا التي تقع شمال شرق البرازيل، وتكلف ما يقرب من 25 مليون جنيه إسترليني.
| الفريق    | المعسكر الرئيسي             | المباراة الأولى | المباراة الثانية | المباراة الثالثة | دور الستة عشر | ربع النهائي   | نصف النهائي    |
| --------- | --------------------------- | --------------- | ---------------- | ---------------- | ------------- | ------------- | -------------- |
| الأرجنتين | فيسبيانو (ميناس جرايس)      | ريو دي جانيرو   | بيلو هوريزونتي   | بورتو أليغري     | ساو باولو     | برازيليا      | ساو باولو      |
| ألمانيا   | سانتا كروز كابراليا (باهيا) | سالفادور        | فورتاليزا        | ريسيفي           | بورتو أليغري  | ريو دي جانيرو | بيلو هوريزونتي |

## الحكام

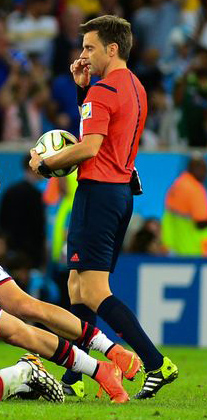
الحكم نيكولا ريتزولي

تم اختيار الحكم الدولي الإيطالي نيكولا ريتزولي لتحكيم المباراة النهائية للبطولة، وكان يعاونه حكمين مساعدين من إيطاليا هما ريناتو فافريني وأندريا ستيفاني، وتم اختيار كارلوس فيرا وكريستيان ليسكانو من الإكوادور كي يكونا الحكمين الرابع والخامس للمباراة،
سبق لريتزولي المشاركة في تحكيم مباراة إسبانيا وهولندا، والأرجنتين ونيجيريا في دور المجموعات، وقام بتحكيم مباراة الأرجنتين وبلجيكا في ربع النهائي، سبق له تحكيم مباراة نهائي دوري أبطال أوروبا 2010 ونهائي دوري أبطال أوروبا 2013، كما شارك في تحكيم بطولة كأس العالم للأندية لكرة القدم 2011 وبطولة أمم أوروبا لكرة القدم 2012 وكأس العالم لكرة القدم تحت 20 سنة 2013، ويعتبر هو الحكم الإيطالي الثالث الذي يتولى تحكيم المباراة النهائية لكأس العالم بعد كلاً من سيرجيو جونيلا في نهائي كأس العالم لكرة القدم 1978 وبييرلويجي كولينا في نهائي كأس العالم لكرة القدم 2002.

## المباراة

### ملخص المباراة

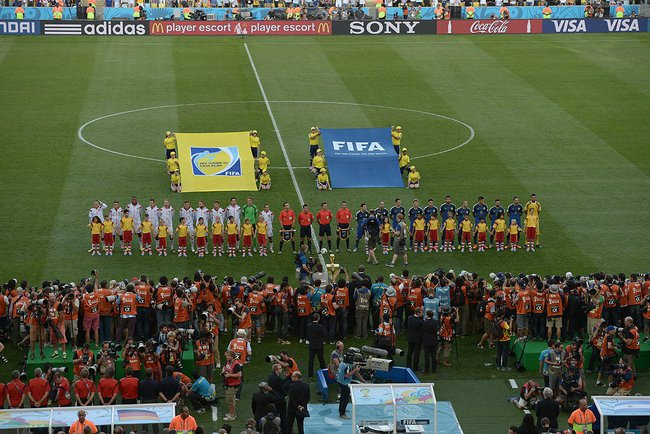
صورة للفريقين قبل انطلاق المباراة

قبل انطلاق المباراة بلحظات قليلة تغير تشكيل الفريق الألماني باستبدال كريستوف كرامر محل سامي خضيره الذي أصيب أثناء الاحماء للمباراة، وبدأت المباراة بشكل هادئ وسط محاولات أرجنتينية وسيطرة ألمانية في منطقة خط الوسط، اعتمد منتخب الأرجنتين على الهجوم المرتد من أجل صنع الخطورة بينما سيطر الألمان على اللعب، وفرضوا قدر كبير من الرقابة على الملعب الأرجنتيني والحركة بسلاسة وتقليل فرص ميسي في الوصول إلى الكرة.
وعلى الرغم من استحواذ منتخب المانيا منذ بداية المباراة إلا أنهم لم يتمكنوا من الحصول على الكثير من الفرص للتسديد على مرمى الأرجنتين. بل كانت الأرجنتين صاحبة الفرص الأخطر عندما وصلت الكرة لليونيل ميسي في انفراد بمرمى الحارس مانويل نوير من بينية بيليا لكن كرته مرت بجوار القائم «ق 49»، وانطلق ليونيل ميسي في فرصة أخرى من على الجانب الأيمن ومر من ماتس هوميلس ولعب كرة عرضية لم تجد من يحولها لهدف.
ومرر اللاعب ميسي الكرة من دفاع المنتخب الألماني وحول كرة بينية للافيتزي الذي حولها عرضية لهيجواين الذي سجلها واحتسب الحكم تسلل. وسدد توني كروس من على حدود منطقة جزاء الأرجنتين في يد الحارس سيرخيو روميرو بعد دقائق من دخول أندريه شورله بدلاً من المصاب كريستوف كرامر.
شهد الشوط الأول أولى الفرص الخطرة عندما سدد المدافع الألماني بينيديكت هوفيديس الكرة برأسه نحو القائم وارتطمت به قبل أن يحتسب الحكم تسلل على توماس مولر، وذلك قبل ثوان من نهاية الشوط الأول.

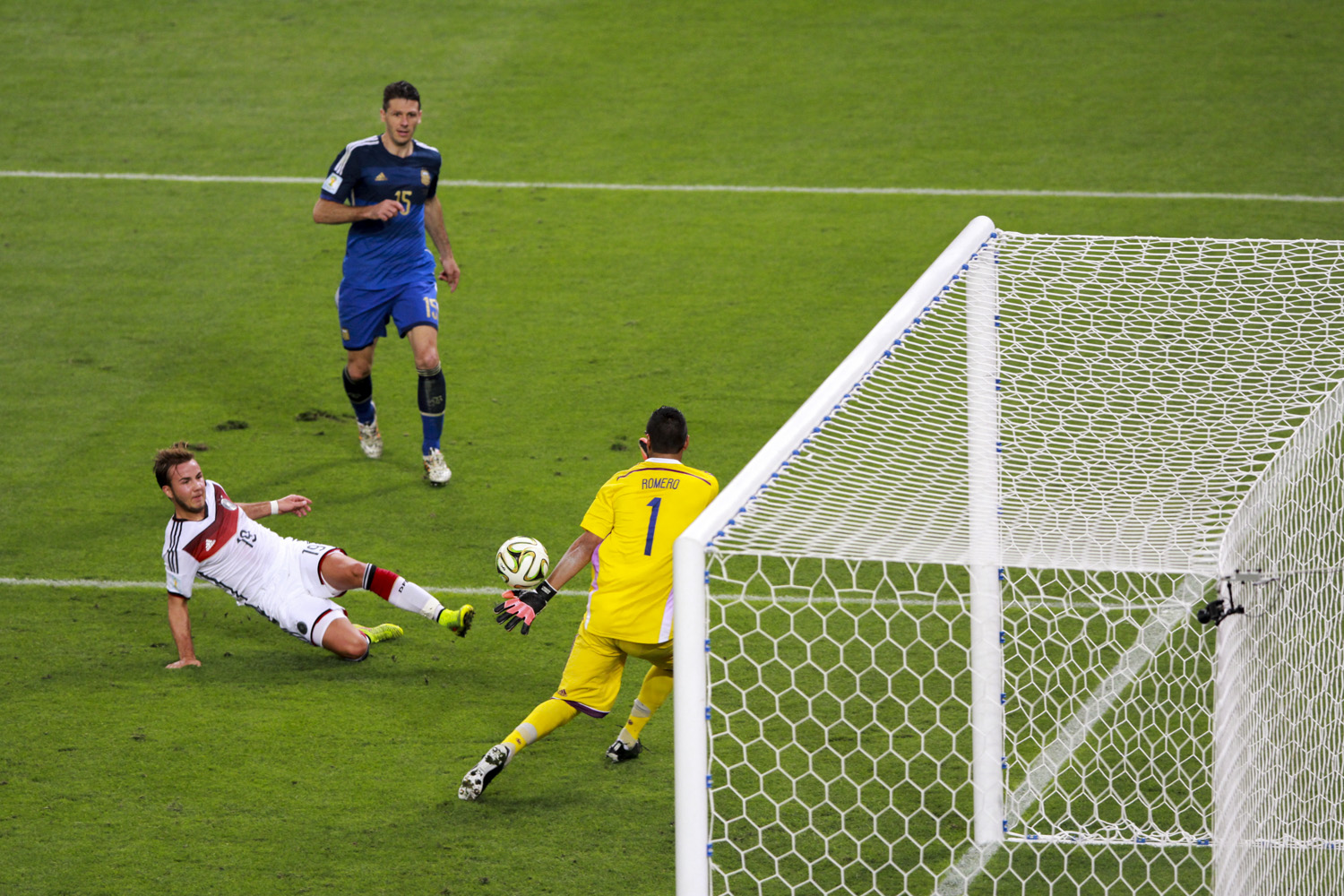
ماريو جوتزه وهو يحزر هدف الفوز بالمباراة

ومع بداية الشوط الثاني أقحم المدرب أليخاندرو سابيا سيرخيو أجويرو بدلاً من إزيكييل لافيتزي، ومرر فيليب لام كرة عرضية من على الجانب الأيمن حولها ميروسلاف كلوزة ضعيفة في أيدي الحارس «ق 60»، ونال كلاً من خافير ماسكيرانو وسيرخيو أجويرو بطاقتين صفراويتين للتداخل العنيف على كلوزة وشفاينشتايجر، وكاد توني كروس أن يحسم اللقاء للمنتخب الألماني بعد تلقي عرضية أرضية من مسعود أوزيل حولها بجوار قائم الحارس روميرو.
بدأ الوقت الإضافي بهجمات متبادلة بين الفريقين، وتمكن الحارس سيرخيو رومريو من التصدي لكرة المهاجم أندريا شورليه الذي سددها من داخل منطقة الجزاء في أيدي الحارس، وأهدر المنتخب الأرجنتيني فرصة قتل اللقاء عندما انفرد بالاسيو ولعب الكرة من فوق مانويل نوير مرت بجوار القائم.
وقبل خمس دقائق من نهاية المباراة مرر أندريه شورله كرة عرضية وصلت لماريو جوتزه الذي استلم الكرة ووضعها في الشباك محرزاً الهدف الأول «ق 114»، وقام المنتخب الألماني بالدور الدفاعي للحفاظ على النتيجة، وأتيحت للاعب ميسي ضربة حرة قبل نهاية اللقاء إلا أنها كانت أعلى من القائم، لتنتهي المباراة بفوز ألمانيا بالبطولة.

### التفاصيل
| ألمانيا          | 1 - 0 (ب.و.إ.) | الأرجنتين |
| ---------------- | -------------- | --------- |
| ماريو غوتزه 113' | التقرير        |           |

| ألمانيا | الأرجنتين |

| ألمانيا :  |    |                     |  |      |       |
|            |    |                     |  |      |       |
| حارس مرمى  | 1  | مانويل نوير         |  |      |       |
|            | 4  | بينيديكت هوفيديس    |  |      | 34' · |
|            | 5  | ماتس هوملز          |  |      |       |
|            | 23 | كريستوف كرامر       |  | 31'  |       |
|            | 7  | باستيان شفاينشتايغر |  |      | 29' · |
|            | 8  | مسعود أوزيل         |  | 120' |       |
|            | 11 | ميروسلاف كلوزه      |  | 88'  |       |
|            | 13 | توماس مولر          |  |      |       |
|            | 16 | فيليب لام           |  |      |       |
|            | 18 | توني كروس           |  |      |       |
|            | 20 | جيروم بواتينغ       |  |      |       |
| البدلاء :  |    |                     |  |      |       |
|            | 19 | ماريو غوتزه         |  | 88'  |       |
|            | 9  | آندريه شورله        |  | 31'  |       |
|            | 17 | بير ميرتيساكر       |  | 120' |       |
| المدرب:    |    |                     |  |      |       |
| يواخيم لوف |    |                     |  |      |       |

| الأرجنتين :      |    |                  |  |     |       |
|                  |    |                  |  |     |       |
| حارس مرمى        | 1  | سرخيو روميرو     |  |     |       |
|                  | 2  | إزيكييل غاراي    |  |     |       |
|                  | 4  | بابلو زاباليتا   |  |     |       |
|                  | 6  | لوكاس بيليا      |  |     |       |
|                  | 8  | إنزو بيريز       |  | 86' |       |
|                  | 9  | غونزالو هيغواين  |  | 78' |       |
|                  | 14 | خافيير ماسكيرانو |  |     | 64' · |
|                  | 15 | مارتن ديميكيليس  |  |     |       |
|                  | 10 | ليونيل ميسي      |  |     |       |
|                  | 16 | ماركوس روخو      |  |     |       |
|                  | 22 | إزيكييل لافيتزي  |  | 46' |       |
| البدلاء :        |    |                  |  |     |       |
|                  | 5  | فرناندو غاغو     |  | 86' |       |
|                  | 18 | رودريغو بالاسيو  |  | 78' |       |
|                  | 20 | سيرخيو أغويرو    |  | 46' | 65' · |
| المدرب:          |    |                  |  |     |       |
| أليخاندرو سابيلا |    |                  |  |     |       |

| ألمانيا :  |    |                     |  |      |       |
|            |    |                     |  |      |       |
| حارس مرمى  | 1  | مانويل نوير         |  |      |       |
|            | 4  | بينيديكت هوفيديس    |  |      | 34' · |
|            | 5  | ماتس هوملز          |  |      |       |
|            | 23 | كريستوف كرامر       |  | 31'  |       |
|            | 7  | باستيان شفاينشتايغر |  |      | 29' · |
|            | 8  | مسعود أوزيل         |  | 120' |       |
|            | 11 | ميروسلاف كلوزه      |  | 88'  |       |
|            | 13 | توماس مولر          |  |      |       |
|            | 16 | فيليب لام           |  |      |       |
|            | 18 | توني كروس           |  |      |       |
|            | 20 | جيروم بواتينغ       |  |      |       |
| البدلاء :  |    |                     |  |      |       |
|            | 19 | ماريو غوتزه         |  | 88'  |       |
|            | 9  | آندريه شورله        |  | 31'  |       |
|            | 17 | بير ميرتيساكر       |  | 120' |       |
| المدرب:    |    |                     |  |      |       |
| يواخيم لوف |    |                     |  |      |       |

| الأرجنتين :      |    |                  |  |     |       |
|                  |    |                  |  |     |       |
| حارس مرمى        | 1  | سرخيو روميرو     |  |     |       |
|                  | 2  | إزيكييل غاراي    |  |     |       |
|                  | 4  | بابلو زاباليتا   |  |     |       |
|                  | 6  | لوكاس بيليا      |  |     |       |
|                  | 8  | إنزو بيريز       |  | 86' |       |
|                  | 9  | غونزالو هيغواين  |  | 78' |       |
|                  | 14 | خافيير ماسكيرانو |  |     | 64' · |
|                  | 15 | مارتن ديميكيليس  |  |     |       |
|                  | 10 | ليونيل ميسي      |  |     |       |
|                  | 16 | ماركوس روخو      |  |     |       |
|                  | 22 | إزيكييل لافيتزي  |  | 46' |       |
| البدلاء :        |    |                  |  |     |       |
|                  | 5  | فرناندو غاغو     |  | 86' |       |
|                  | 18 | رودريغو بالاسيو  |  | 78' |       |
|                  | 20 | سيرخيو أغويرو    |  | 46' | 65' · |
| المدرب:          |    |                  |  |     |       |
| أليخاندرو سابيلا |    |                  |  |     |       |

| المساعدون : ريناتو فافيريني أندريا ستيفاني الحكم الرابع : كارلوس فيرا الحكم الخامس : كريستيان ليسكانو رجل المقابلة : ماريو غوتزه | قواعد المباراة: - الوقت الأصلي للمباراة 90 دقيقة بواقع شوطين. - في حال التعادل يلعب وقت إضافي لمدة 30 دقيقة بواقع شوطين إضافيين. - في حالة استمرار التعادل تلعب ركلات ترجيحية لحسم الفريق الفائز. - عدد اللاعبين 23 لكل فريق قبل المباراة (يكون منهم 11 أساسي و 12 إحتياطي). - عدد التغييرات المسموحة خلال المباراة هو 3 لاعبين لكل فريق. |

### إحصائيات اللقاء

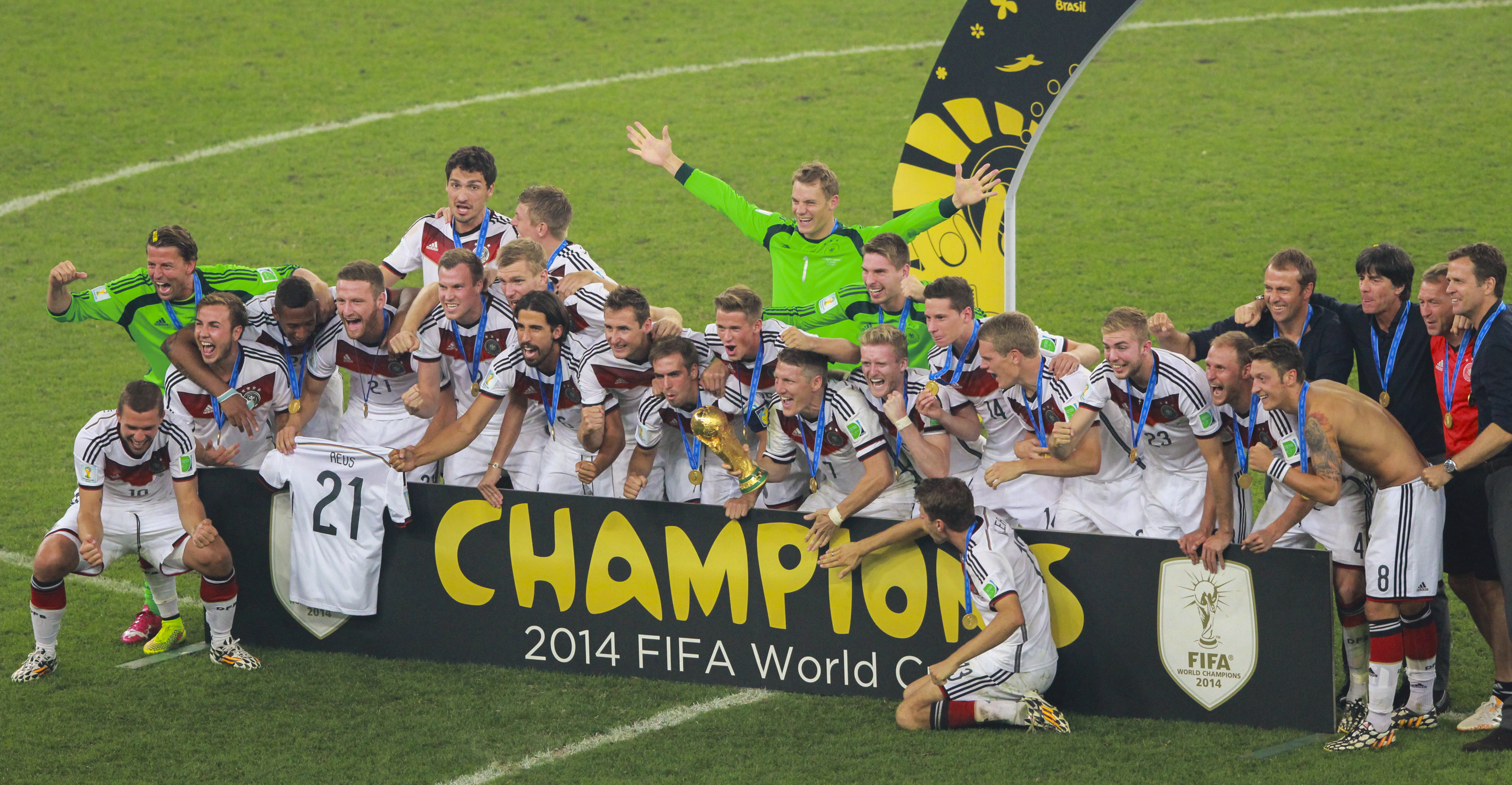
صورة تتويج المنتخب الألماني بكأس العالم

|                          | ألمانيا | الأرجنتين |
| الاستحواذ على الكرة      | 60%     | 40%       |
| تسديدات تجاه اطار المرمى | 7       | 2         |
| تسديدات بعيدا عن اطار    | 3       | 8         |
| تصديات الحارس            | 0       | 4         |
| الأخطاء                  | 20      | 16        |
| الركنيات                 | 5       | 3         |
| التسلل                   | 3       | 2         |
| البطاقات الصفراء         | 2       | 2         |
| البطاقات الحمراء         | 0       | 0         |
| المخالفات                | 18      | 23        |

## ردود الأفعال

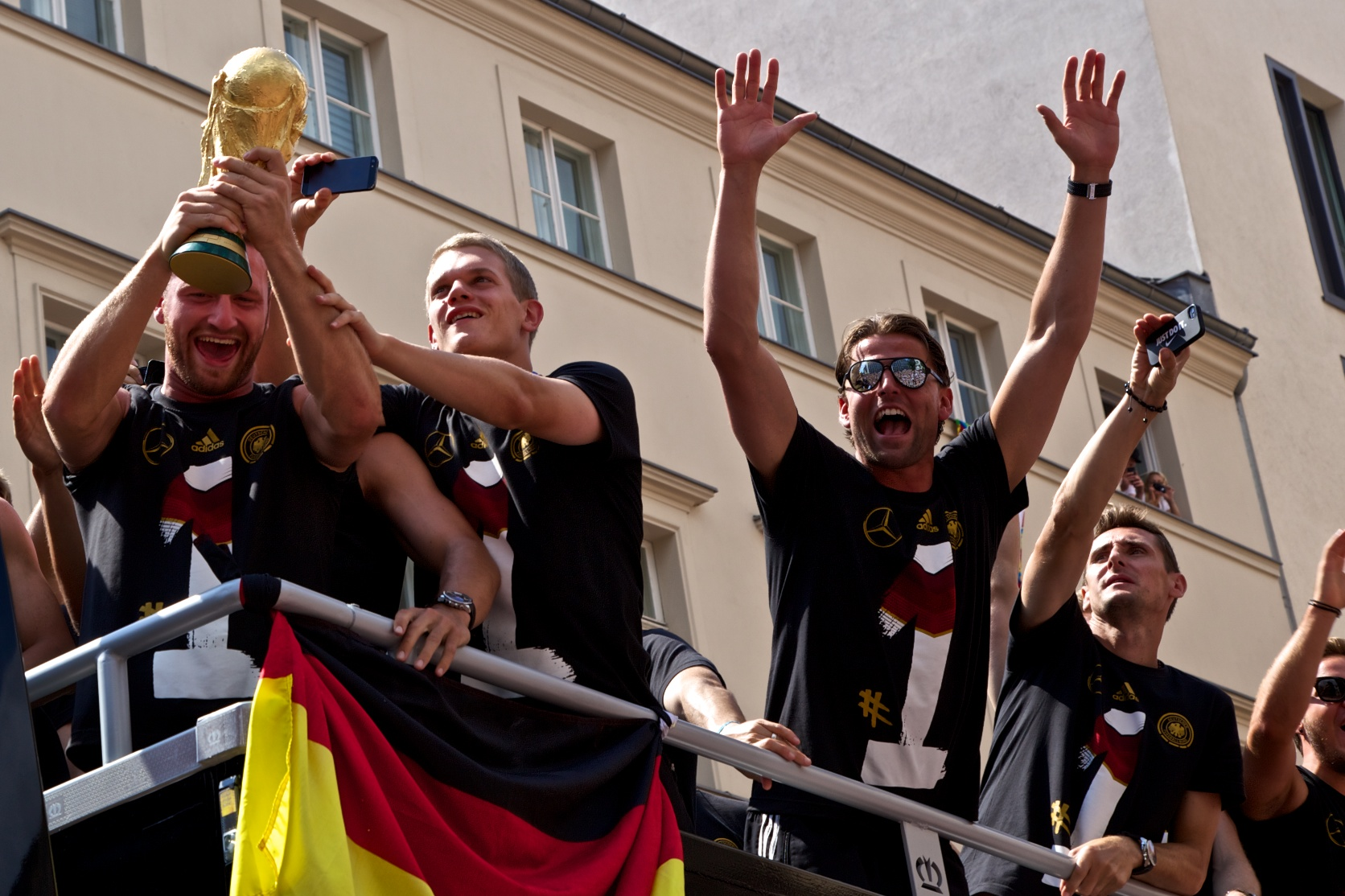
فرحة اللاعبين الألمان بالكاس وسط الجماهير بعد وصولهم ألمانيا

عقب انتهاء المباراة سادت أجواء من الفرحة على المدن الألمانية وسط صيحات الفرح ودوي الألعاب النارية والمفرقعات وأبواق السيارات التي بقيت تتردد في الأذهان عاكسة البهجة العارمة التي عمت البلاد احتفاء باللقب التاريخي، حيث تابع أكثر من 250 ألف شخص المباراة في الأماكن العامة أمام بوابة براندنبورغ في قلب برلين، وانفجرت الفرحة لدى تسجيل ماريو غوتزه هدف الفوز، قبل أن تنطلق الاحتفالات بعد سبع دقائق باللقب العالمي الرابع، ويعد الأول منذ توحيد ألمانيا في 1990.
وشاركت وسائل الإعلام العالمية في الإشادة بفوز المنتخب الألماني، واشادت الصحف الألمانية بمنتخب بلادها، وقام 400 ألف شخص بالحشد في ميادين برلين في انتظار اللاعبين الأبطال عند بوابة براندنبورغ التاريخية التي ترمز إلى الوحدة الألمانية، للاحتفال باللقب العالمي الرابع، عند عودة المنتخب الألماني من البرازيل وكان في استقبالهم الرئيس الألماني يواخيم جاوك والمستشارة الألمانية أنغيلا ميركل الذين أشادوا بمنتخب بلادهم وبالمدرب يواخيم لوف.

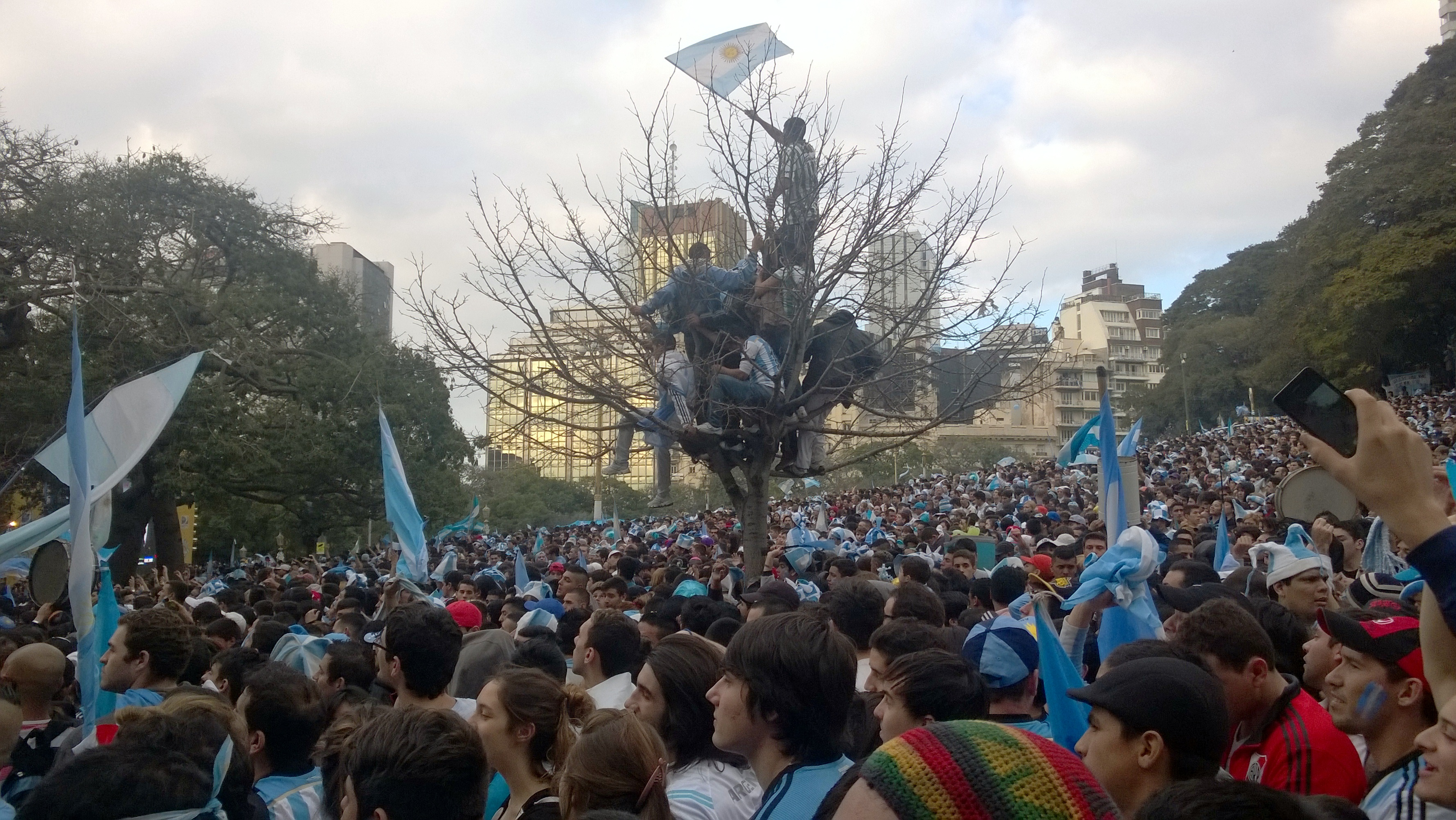
جماهير الأرجنتين أثناء إنطلاق المباراة

وعلى الطرف الآخر كان هناك مزيج من المشاعر عبر عنها الشارع الأرجنتيني بعد انهيار حلم الفوز بكأس العالم، حيث جمع بين الحزن على لقب مهدور والفرحة بمركز ثان والغضب الذي ترجم إلى أعمال شغب، وكان عشرات الآلاف من المشجعين تدفقوا إلى ساحة «بلازا دي لا ريبوبليكا» حيث مسلة بوينس آيرس التاريخية، وهو المكان الرمزي للاحتفالات الكبرى في الأرجنتين، ملوحين بعلم البلاد ومطلقين الألعاب النارية وهتافات تشيد باللاعب ليونيل ميسي ورفاقه رغم الخسارة أمام ألمانيا واستمر الشبان الأرجنتينيون بالاحتفال.
شهدت أجواء ما بعد المباراة قيام عشرات المشجعين المتشددين المعروفين بتسمية «بارا برافاس» برمي الحجارة على شرطة مكافحة الشغب التي ردت بإطلاق أعيرة مطاطية والغاز المسيل للدموع ولجأت إلى خراطيم المياه لتفريقهم، وقد عمد المشاغبون إلى تكسير واجهات المحال التجارية ومحطات انتظار الحافلات، إضافة إلى إشعالهم النيران في مستوعبات النفايات ومحاولاتهم المتكررة لاستفزاز الشرطة، مما أسفر عن جرح ثمانية عناصر من الشرطة في مقابل القبض على 50 شخصا بحسب ما أفادت تقارير إعلامية.
ورغم الخسارة هنأت الرئيسة الأرجنتينية كريستينا فيرنانديز دي كريشنر منتخب بلادها بحصوله على المركز الثاني وقامت بمهاتفة للمدير الفني أليخاندرو سابيا وقالت له: «جميع الشعب الأرجنتيني فخور بفريقك»، وأعربت عن تقديرها للأداء الذي قدمه منتخب البلاد في كأس العالم، وأنها ستستقبل الفريق في مقر الحكومة بعد وصولة لتقديم الشكر وتكريم اللاعبين.
وفي البرازيل أحتفل العديد من الجمهور البرازيلي بفوز المنتخب الألماني، بالرغم من إقصاء المنتخب الألماني لمنتخب بلادهم بنتيجة قاسية 7-1 إلا أن مشاعر الفرحة كان سببها هو هزيمة المنتخب الأرجنتيني وعدم استطاعته إحراز البطولة على أرضهم نظراً للعداء والمنافسة الكروية الشهيرة بين البلدين.

## ألبوم الصور

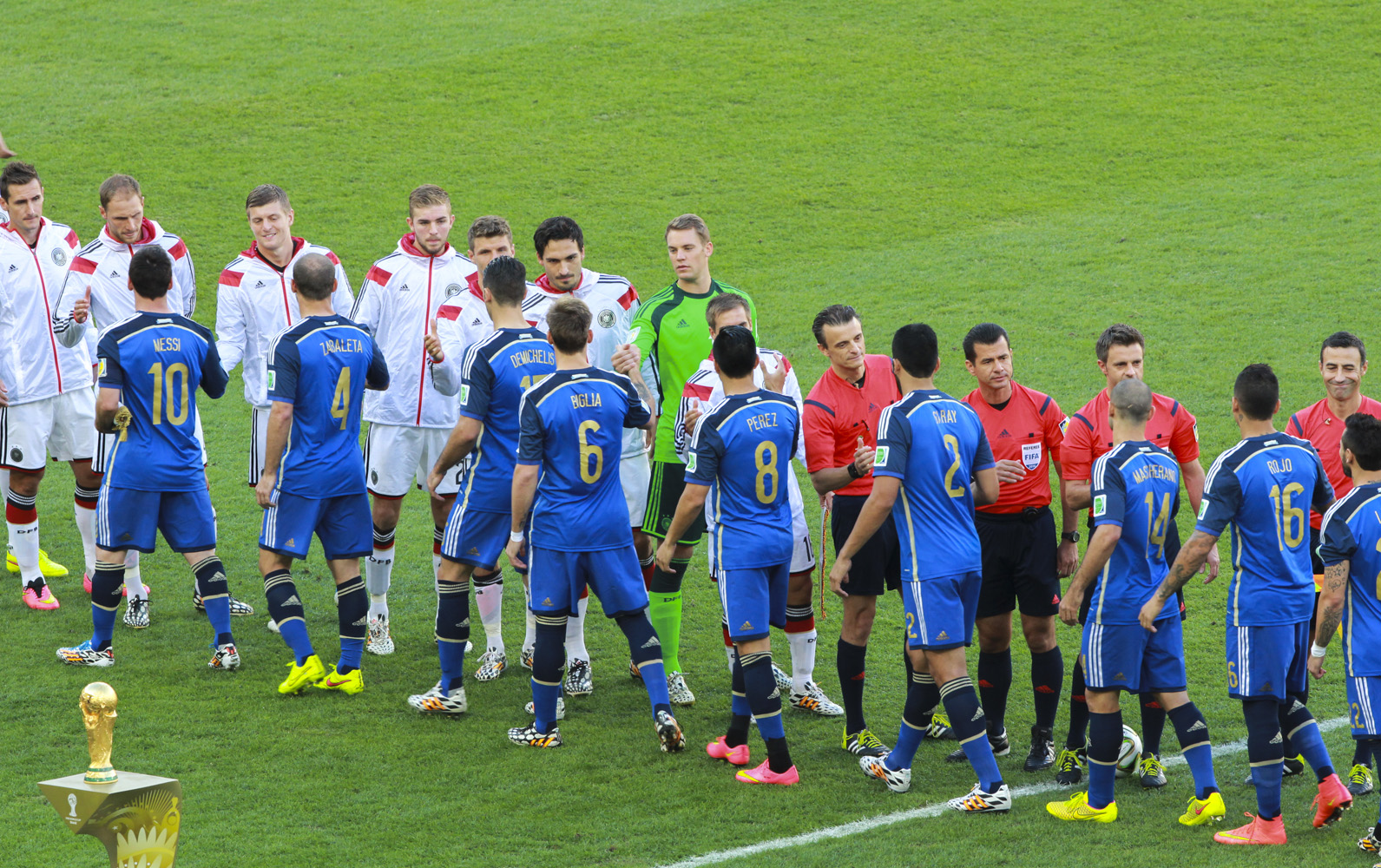
صورة الفريقين أثناء التحية بينهما قبل انطلاق المباراة
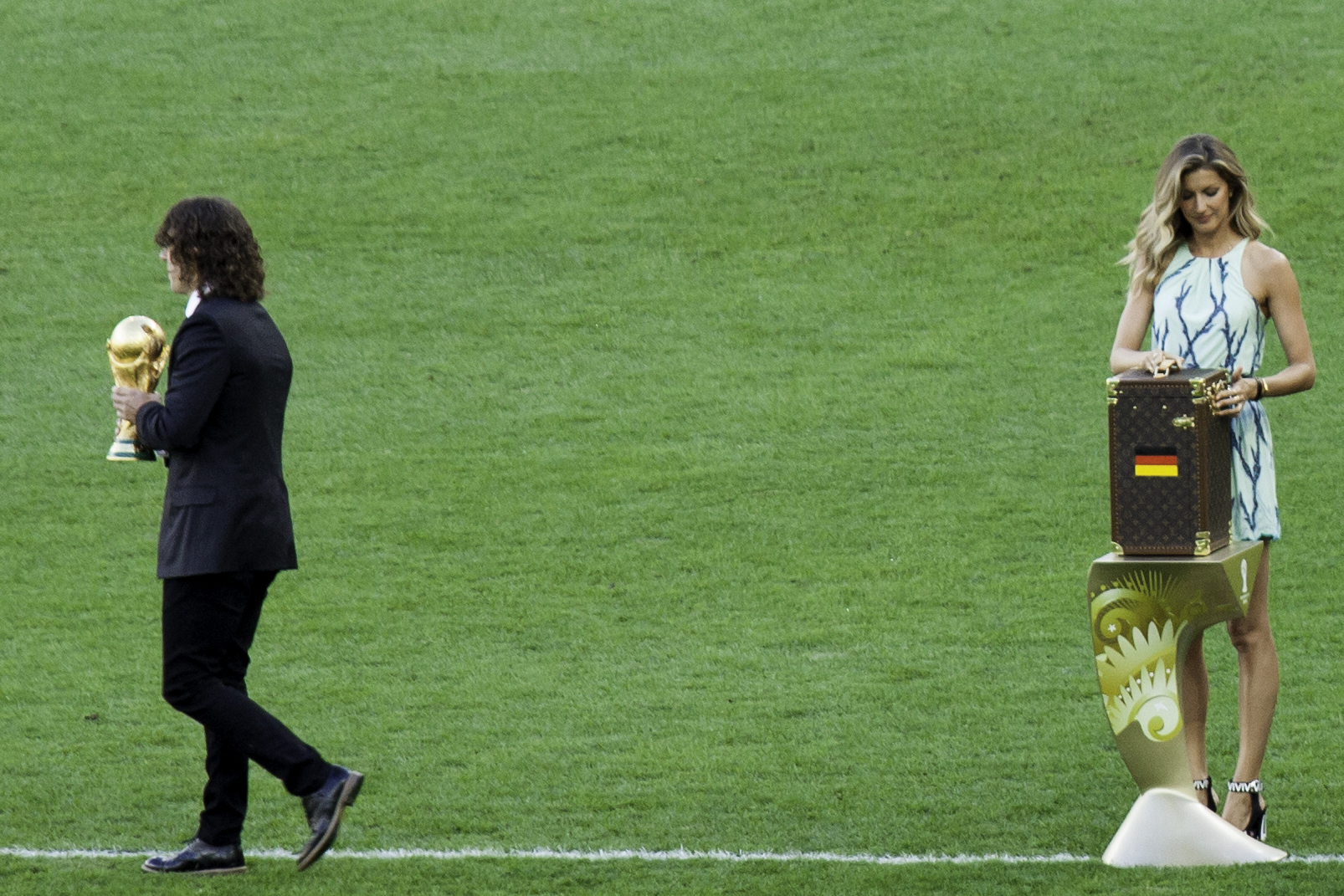
كارليس بويول كابتن منتخب إسبانيا بطلة العالم السابقة أثناء تسليمه للكأس تمهيداً للفائز الجديد.
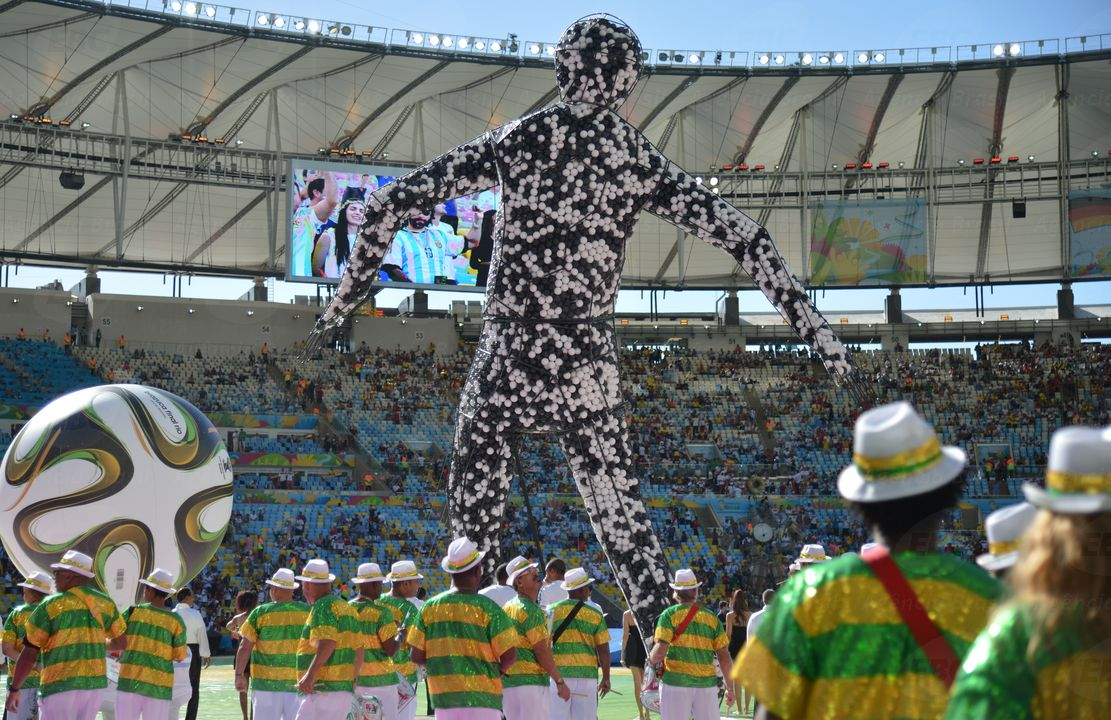
صورة من الحفل الختامي
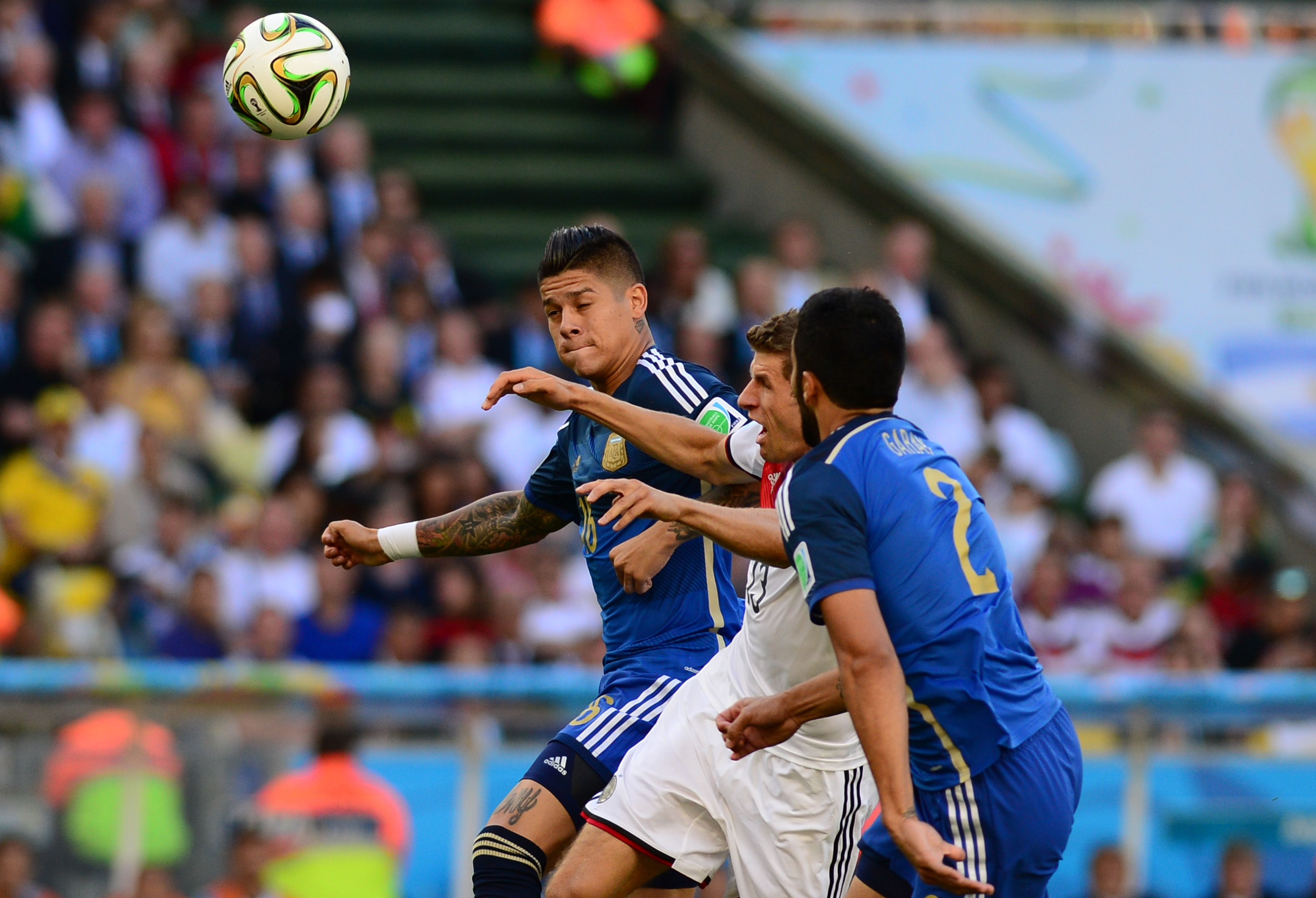
لقطة من المباراة
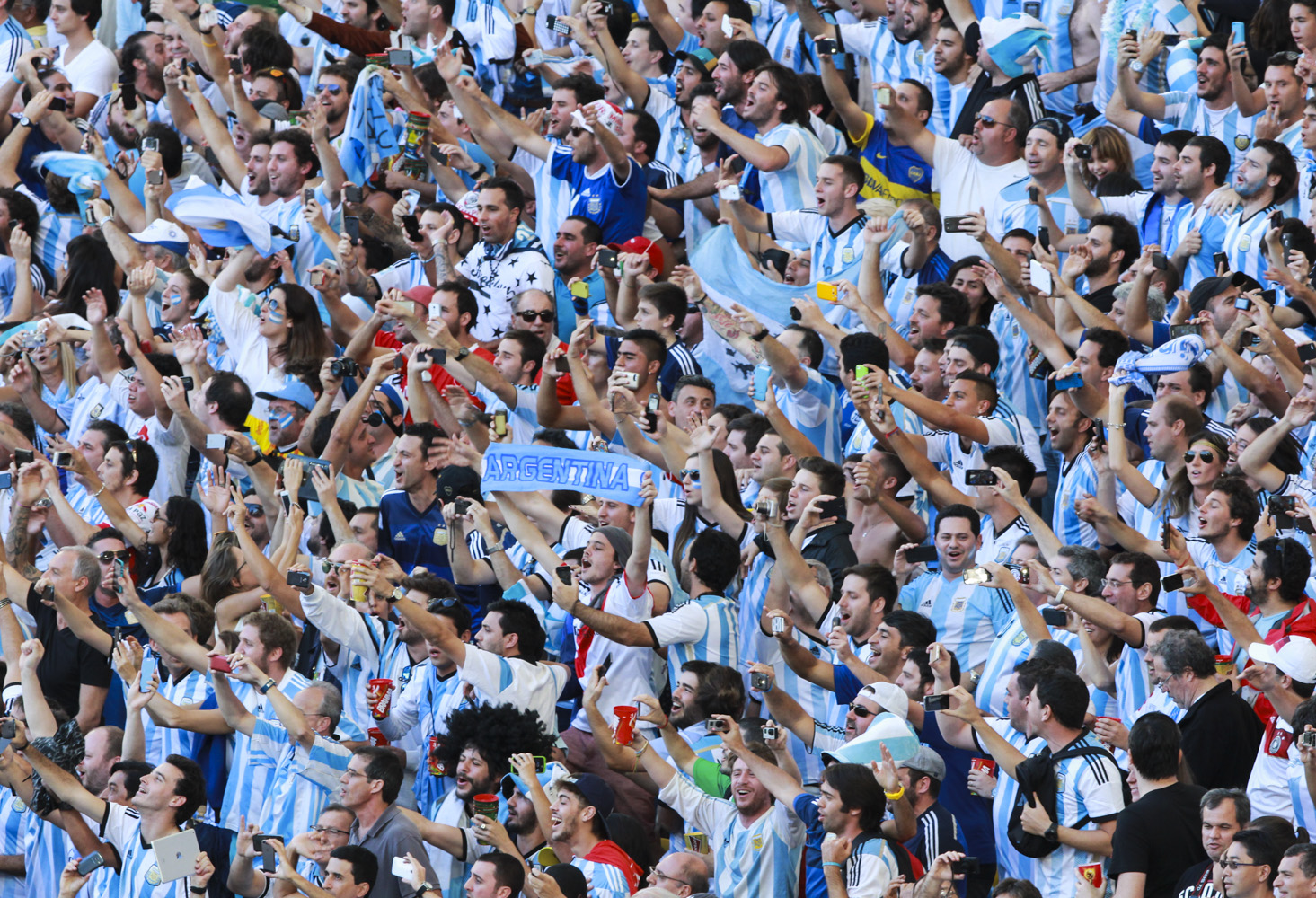
جماهير الأرجنتين من المدرجات
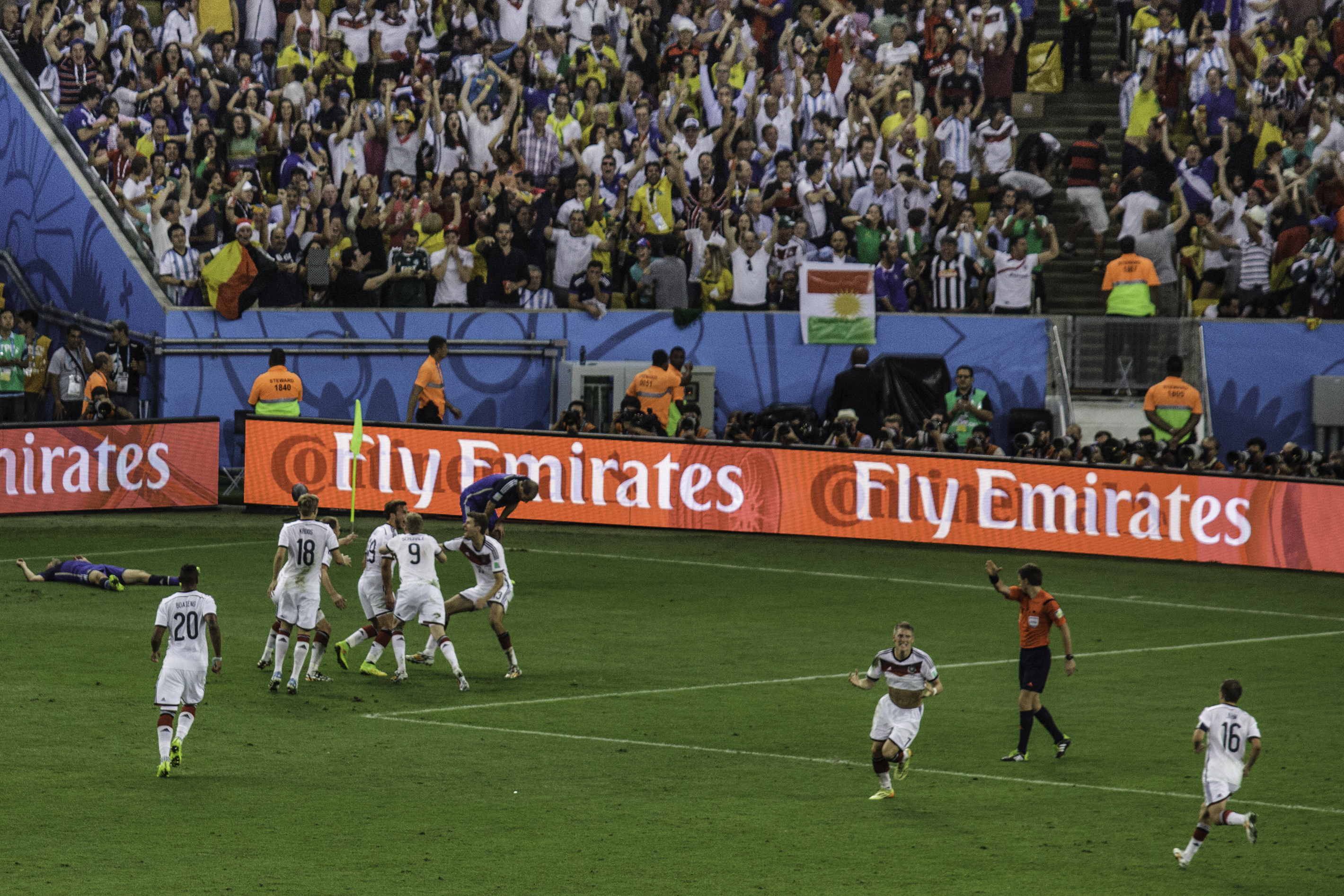
فرحة اللاعبين الألمان بعد إحراز هدف المباراة الوحيد
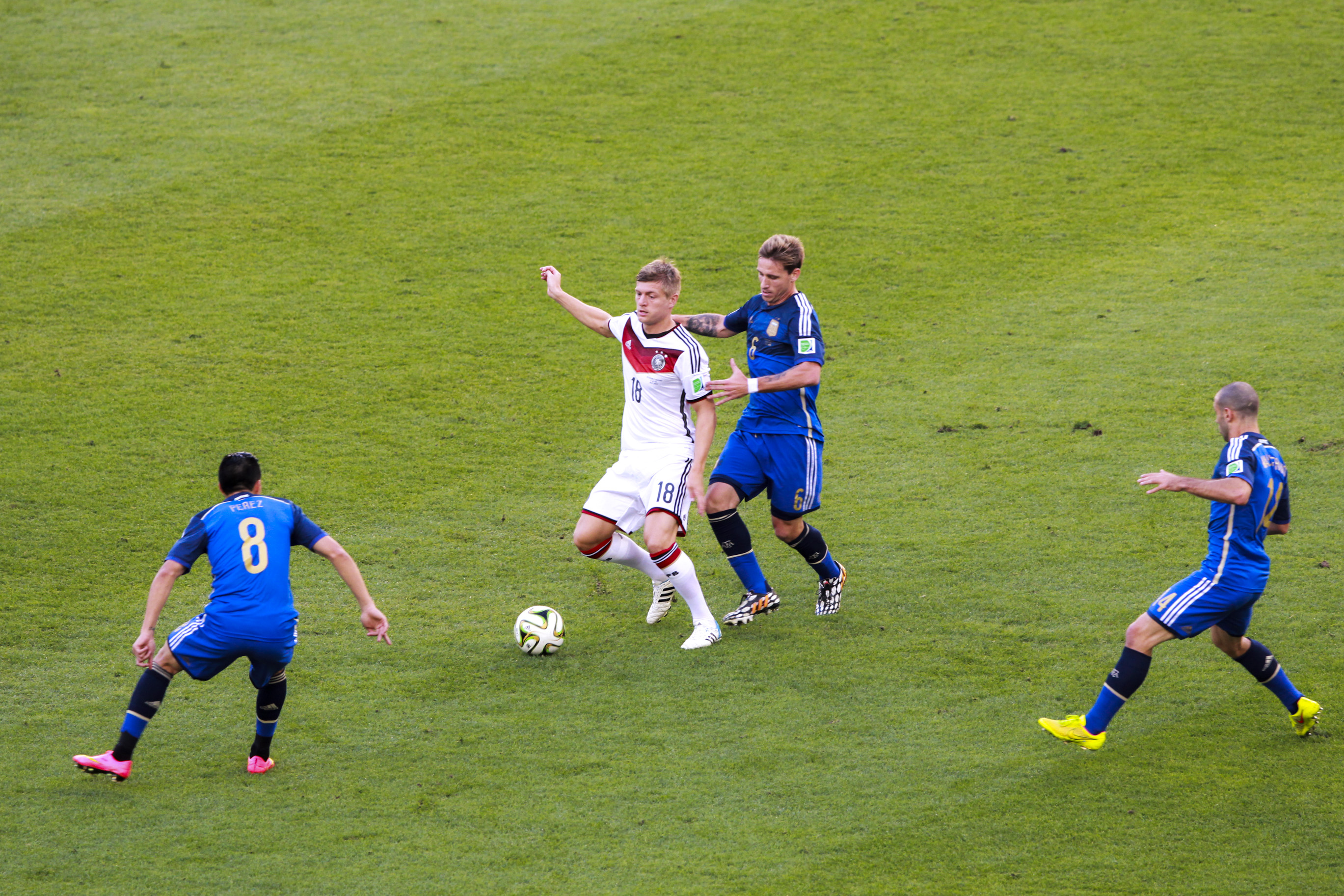
لقطة من المباراة
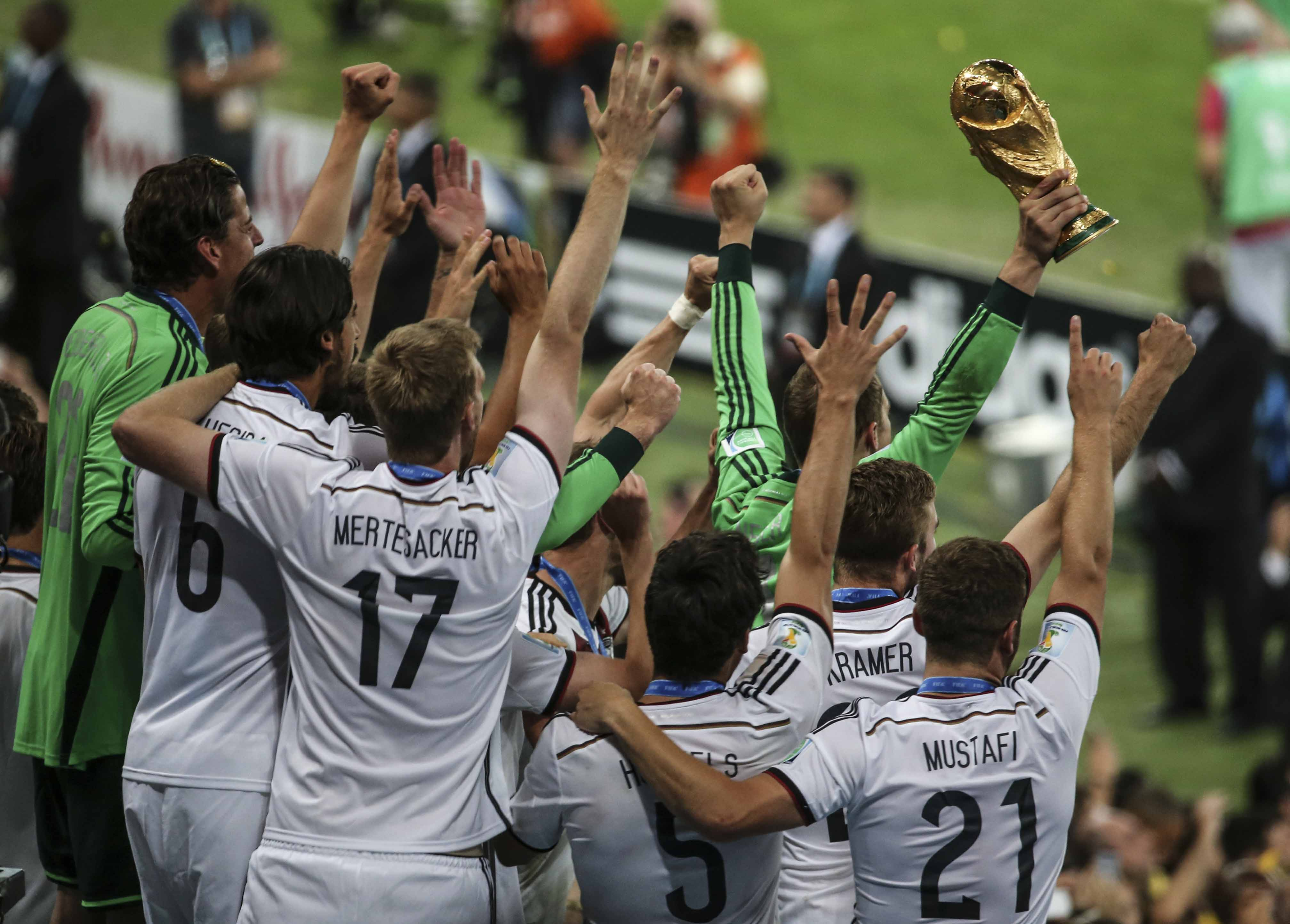
مراسم تتويج المنتخب الألماني
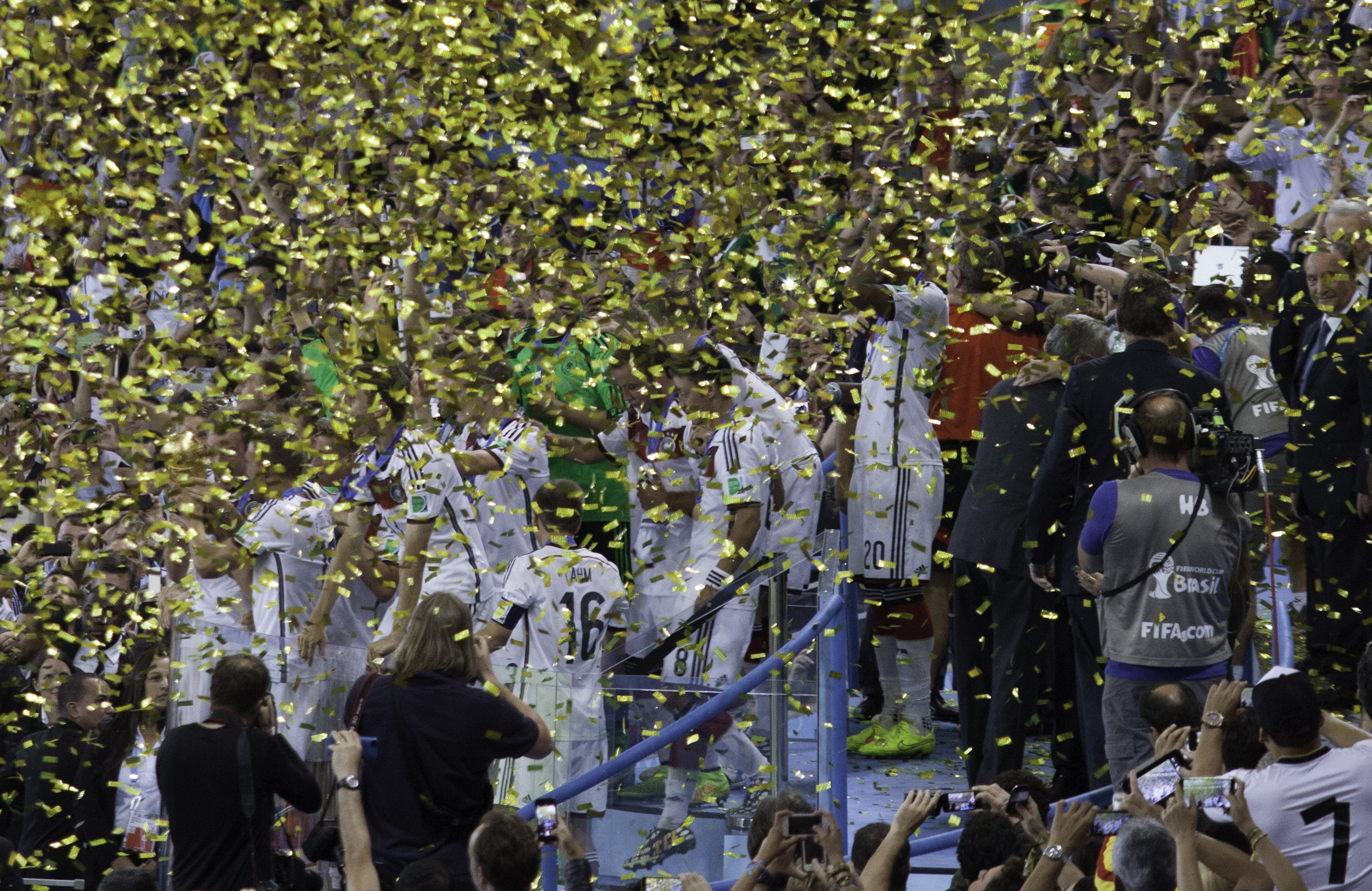
مراسم تتويج المنتخب الألماني الفائز بالبطولة